# Sapienza (Jacopo della Quercia)
Il rilievo della Sapienza fa parte della decorazione originaria di Jacopo della Quercia per la Fonte Gaia a Siena. Si tratta di uno dei meglio conservati e più rappresentativi nella serie delle Virtù, oggi conservata nel complesso museale di Santa Maria della Scala a Siena (all'esterno si trovano le copie del 1868 di Tito Sarrocchi).

## Storia
La decorazione della Fonte Gaia venne commissionata nel 1409, ma portata a compimento dall'artista solo nel 1419, dieci anni più tardi. La Sapienza in particolare risale al 1414-1418.
Con la creazione della copia ottocentesca, le statue e i rilievi della fontana vennero smontati e ricoverati prima nel Palazzo Pubblico, poi, in tempi recenti, a Santa Maria della Scala.

## Descrizione e stile
L'opera, sebbene in condizioni di conservazione non ottimali, è ben rappresentativa dello stile dello scultore e della direzione delle sue ricerche. Tramite un personalissimo ripensamento dei modi della scultura gotica, aggiornandosi alle novità della scultura borgognona e fiorentina, Jacopo arrivò a creare figure grande vitalità, con schemi compositivi nuovi e liberi.
La Sapienza è raffigurata seduta entro la consueta cornice ovale. La sua figura sembra affondare e riemergere, con le gambe e con le spalle, dallo sfondo, con un gioco di linee che crea effetti di moto circolare: il panneggio che segue le gambe, la linea delle braccia e la posizione del collo e della testa sembrano infatti seguire un'unica linea ondulata, che suggerisce una sorta di spirale continua ascendente. Un effetto simile si nota anche nelle due statue a tutto tondo delle estremità, in particolare nell'Acca Larenzia.